# أماليا مندوزا
أماليا مندوزا (بالإسبانية: Amalia Mendoza)‏ هي مغنية وممثلة مكسيكية، ولدت في 10 يوليو 1923 في المكسيك، وتوفيت في 11 يونيو 2001 بمدينة مكسيكو في المكسيك بسبب مرض.

## وصلات خارجية
- أماليا مندوزا على موقع IMDb (الإنجليزية)
- أماليا مندوزا على موقع ميوزك برينز (الإنجليزية)
- أماليا مندوزا على موقع ديسكوغز (الإنجليزية)
- أماليا مندوزا على موقع قاعدة بيانات الفيلم (الإنجليزية)